# Dasyvalgus grandis
Dasyvalgus grandis är en skalbaggsart som beskrevs av Maurice Pic 1928. Dasyvalgus grandis ingår i släktet Dasyvalgus och familjen Cetoniidae. Inga underarter finns listade i Catalogue of Life.